# 松古爾拉雷

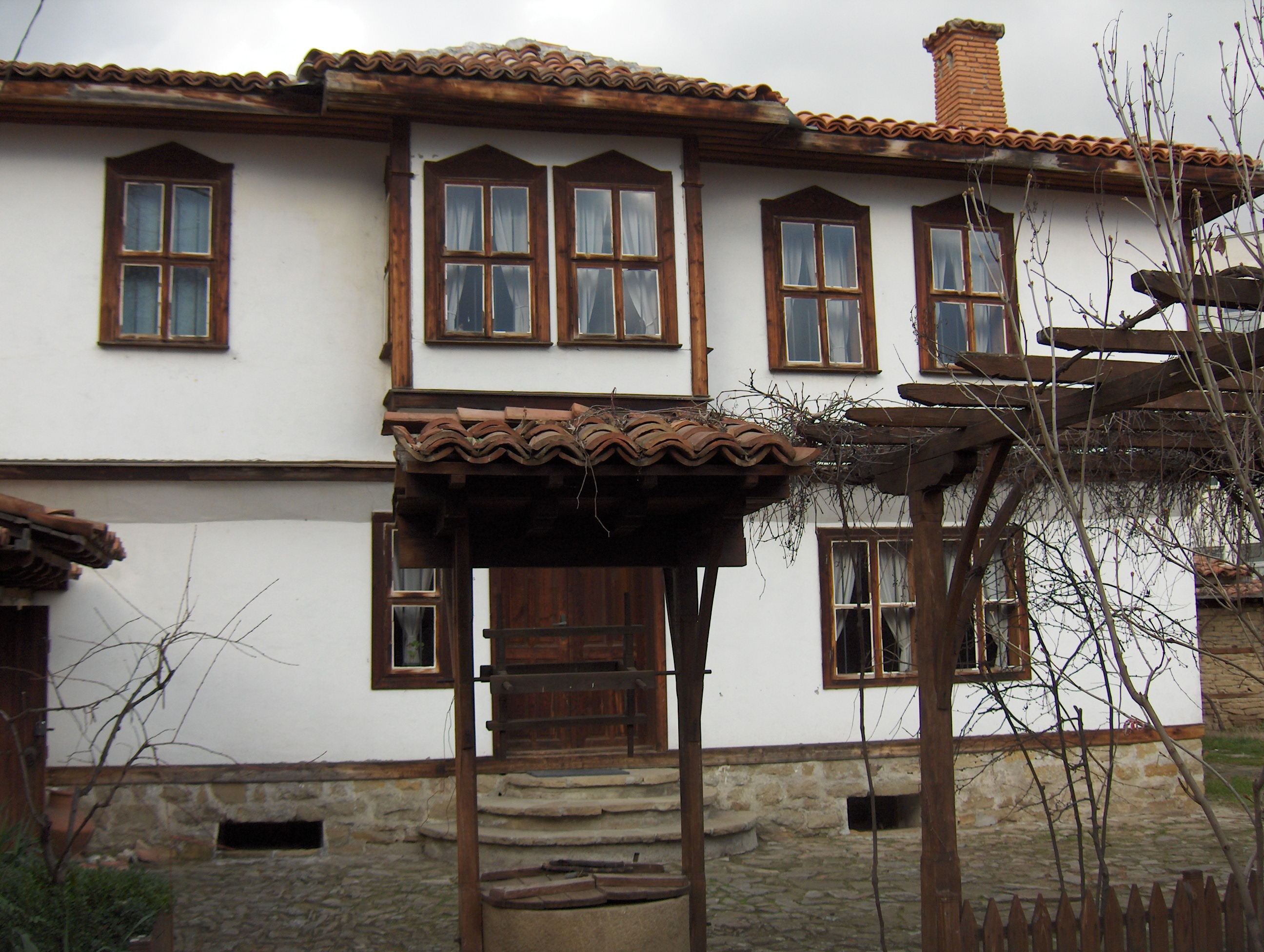

松古爾拉雷是保加利亞的城鎮，位於該國東南部，距離首府布爾加斯80公里，由布爾加斯州負責管轄，面積39.88平方公里，海拔高度178米，2008年人口3,539，居民主要信奉東正教。

## 外部連結
- Sungurlare municipality website （页面存档备份，存于） （保加利亚文）

42°46′N 26°47′E / 42.767°N 26.783°E